# Мулин (Муданьцзян)
Мули́н (кит. упр. 穆棱, пиньинь Mùlíng) — городской уезд городского округа Муданьцзян провинции Хэйлунцзян (КНР). Название городского уезда происходит от реки Мулинхэ.

## История
В 1909 году здесь был образован уезд Мулин (穆棱县) провинции Гирин.
В 1931 году Маньчжурия была оккупирована японскими войсками, а в 1932 году было образовано марионеточное государство Маньчжоу-го. В декабре 1934 года в Маньчжоу-го была создана провинция Биньцзян, и уезд Мулин вошёл в её состав. В 1937 году уезд был передан в состав новой провинции Муданьцзян. С 1943 года уезд входил в состав Объединённой провинции Восточная Маньчжурия (впоследствии — провинции Восточная Маньчжурия).
После Второй мировой войны в апреле 1946 года здесь была образована провинция Суйнин, и уезд вошёл в её состав. В октябре 1946 года эта провинция преобразована в Специальный район Муданьцзян (牡丹江专区). 5 января 1947 года уезд Мулин был разделён на уезды Северный Мулин (北穆棱县) и Южный Мулин (南穆棱县). 15 июня 1947 года уезд Южный Мулин был переименован в уезд Мулин, а Северный Мулин — в Мубэй (穆北县). В августе 1947 года специальные районы Муданьцзян и Дунъань были объединены в провинцию Муданьцзян (牡丹江省). 1 октября 1947 года уезд Мубэй был воссоединён с уездом Мулин. В июле 1948 года решение о создании провинции Муданьцзян было отменено, и эти земли вошли в состав провинции Сунцзян. В 1954 году провинция Сунцзян была присоединена к провинции Хэйлунцзян.
В феврале 1956 года правительство Хэйлунцзяна образовало Специальный район Муданьцзян (牡丹江专区), и уезд вошёл в его состав. В октябре 1983 года Специальный район Муданьцзян был расформирован, и уезд вошёл в состав городского округа Муданьцзян. В марте 1995 года уезд Мулин был преобразован в городской уезд.

## Административное деление
Городской уезд Мулин делится на 5 посёлков и 3 волости.
| № | Название  | Название (кит.) | Статус  | Население чел. (2010) | На карте                         |
| - | --------- | --------------- | ------- | --------------------- | -------------------------------- |
| 1 | Бамяньтун | 八面通镇        | поселок | 76.426                | 44°55′28″ с. ш. 130°31′39″ в. д. |
| 2 | Мулин     | 穆棱镇          | поселок | 44.286                | 44°55′05″ с. ш. 130°31′49″ в. д. |
| 3 | Сячэнцзы  | 下城子镇        | поселок | 34.647                | 44°40′48″ с. ш. 130°26′59″ в. д. |
| 4 | Хэси      | 河西乡          | волость | 29.525                | 44°55′35″ с. ш. 130°29′06″ в. д. |
| 5 | Мацяохэ   | 马桥河镇        | поселок | 26.816                | 44°41′25″ с. ш. 130°32′09″ в. д. |
| 6 | Синъюань  | 兴源镇          | поселок | 20.3                  | 44°35′43″ с. ш. 130°19′47″ в. д. |
| 7 | Фулу      | 福录乡          | волость | 18.954                | 44°55′57″ с. ш. 130°34′58″ в. д. |
| 8 | Гунхэ     | 共和乡          | волость | 9.788                 | 44°06′46″ с. ш. 130°12′23″ в. д. |

## Соседние административные единицы
Городской уезд Мулин на северо-востоке граничит с Российской Федерацией, на севере — с городским округом Цзиси, на северо-западе — с уездом Линькоу, на западе — с районами Дунъань и Янмин, на юго-западе — с городским уездом Нинъань, на юге — с провинцией Гирин.